# PlayStation Now

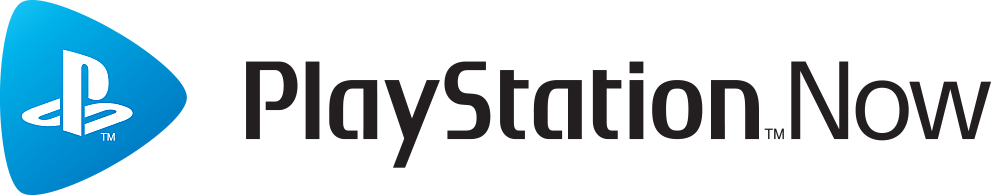
Logo di PlayStation Now

PlayStation Now (PSNow) è stato un servizio su abbonamento che permetteva agli utenti di giocare in streaming e in locale tramite download ai videogiochi presenti nel vasto catalogo, basato sulla tecnologia cloud di Gaikai. È stato integrato nel PlayStation Plus nel 2022, perdendo formalmente la denominazione originaria.
Il servizio è stato presentato durante il Consumer Electronics Show 2014, per essere disponibile prima sul territorio del Nord America entro l'estate (in beta su PlayStation 4 da gennaio 2014), in Giappone alla fine dell'anno e successivamente in Europa nel 2015 ma data la quantità troppo elevata di provider in Europa, Sony è stata costretta a ritardare l'avvio del servizio fino al 2019.
La velocità di connessione Internet richiesta dal servizio è di almeno 5 Mbps, il che dovrebbe garantire una certa possibilità di utilizzo anche a Paesi con scarsa diffusione della banda larga. Esso permette di giocare ai titoli PlayStation sui vari apparecchi marchiati PlayStation e su altre piattaforme non necessariamente dedicate al gaming, come TV Bravia di Sony, tablet e smartphone.
Nel 2018 viene introdotta la possibilità di giocare in locale tramite download dei giochi compatibili presenti nel catalogo.
Nel mese di marzo 2019 Sony lancia ufficialmente il servizio PlayStation Now in Italia, Spagna, Portogallo, Danimarca, Norvegia, Finlandia e Svezia.
Nella primavera del 2022 Sony ha ufficializzato l'integrazione di PlayStation Now con PlayStation Plus, disponibile in tre differenti piani a partire dal 23 giugno dello stesso anno. In quella data il marchio PlayStation Now viene formalmente abbandonato, ma la tecnologia alla base del servizio resta nel pacchetto Premium del Plus, molto simile nei contenuti ai vecchi due piani di abbonamento messi insieme.